# Mesa Chorio
Mesa Chorio (gr. Μέσα Χωριό) – wieś w Republice Cypryjskiej, w dystrykcie Pafos. W 2011 roku liczyła 586 mieszkańców.